# António Pereira de Sá Sotomaior
António Pereira de Sá Sotomaior CvTE • ComNSC (29 de Maio de 1799 - 10 de Setembro de 1877), 1.º Visconde de Milhundos, foi um juiz, militar e político português.

## Família
Filho de José Pereira de Sá Sotomaior Leone e de sua mulher Joaquina de Sousa e Araújo.

## Biografia
Foi Bacharel em Leis pela Faculdade de Direito da Universidade de Coimbra, Fidalgo Cavaleiro da Casa Real e Senhor do Morgado de Vila Boa em Cendufe. Serviu como Juiz na Comarca de Arcos de Valdevez e foi Tenente-Coronel do Batalhão de Milícias Nacionais da mesma Vila, tendo sido em 1834 o Aclamador da Rainha D. Maria II de Portugal nos Concelhos do Lindoso e do Soajo, o que fez com o apoio dum Batalhão de Voluntários por ele organizado, que bateu a guerrilha do caudilho Miguelista Pita Bezerra nas montanhas do Alto Minho. Foi Presidente da Câmara Municipal de Viana do Castelo, Administrador do Concelho de Arcos de Valdevez e Procurador à Junta Geral do respetivo Distrito de Viana do Castelo. Era Comendador da Ordem de Nossa Senhora da Conceição de Vila Viçosa e Cavaleiro da Ordem Militar da Torre e Espada, do Valor, Lealdade e Mérito.
O título de 1.º Visconde de Milhundos foi-lhe concedido, em sua vida, por Decreto de D. Luís I de Portugal de 26 de Janeiro de 1871.

## Casamento e descendência
Casou a 9 de Maio de 1825 com Maria Rita de Brito e Lira (1804 - 1885), filha do Capitão João Lobo de Brito e Lira e de sua mulher Francisca Rita Barbosa Brandão, com geração.